# لوک مارکت
لوک مارکت (فرانسوی: Luc Marquet‎) (زاده ۱۵ آوریل ۱۹۷۰ در لیون) مربی والیبال، بازیکن سابق تیم ملی والیبال فرانسه است. لوک در کارنامه خود ۳۲۵ بازی ملی دارد و مدال برنز قهرمانی جهان ۲۰۰۲ را با فرانسه به دست آورد.